# Fortunato Zeni

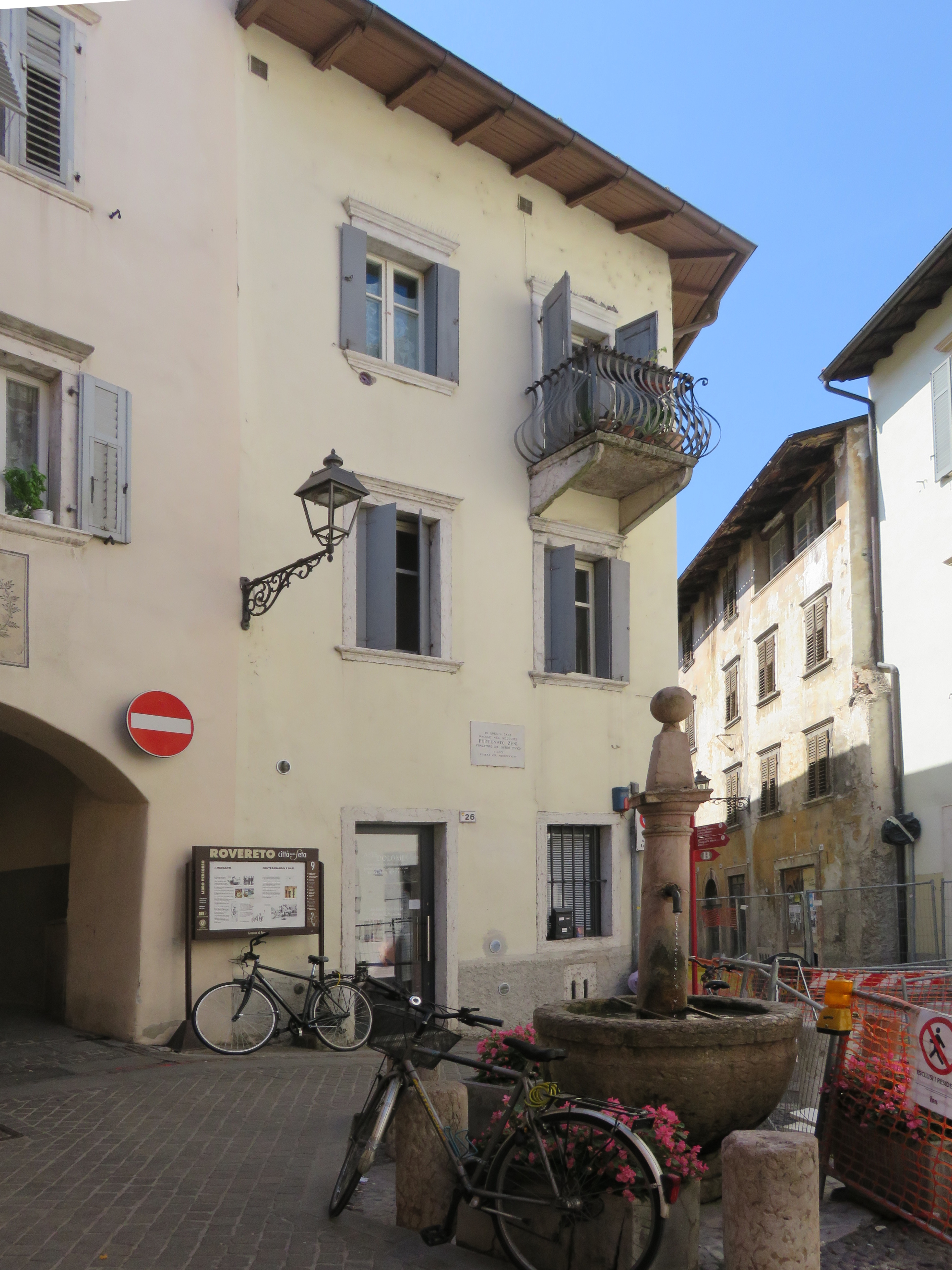
Casa natale di Fortunato Zeni, a Rovereto

Fortunato Zeni, o Fortunato Vincenzo Zeni (Rovereto, 12 gennaio 1819 – Rovereto, 18 febbraio 1879), è stato il fondatore del Museo civico di Rovereto (dal luglio del 2013 Fondazione Museo Civico di Rovereto) e membro dell'Accademia Roveretana degli Agiati. Partecipò alle attività della Biblioteca civica e della Società di Mutuo soccorso degli Artieri. Fu inoltre, a Trento, collaboratore sia della Biblioteca civica sia del Museo.

## Biografia

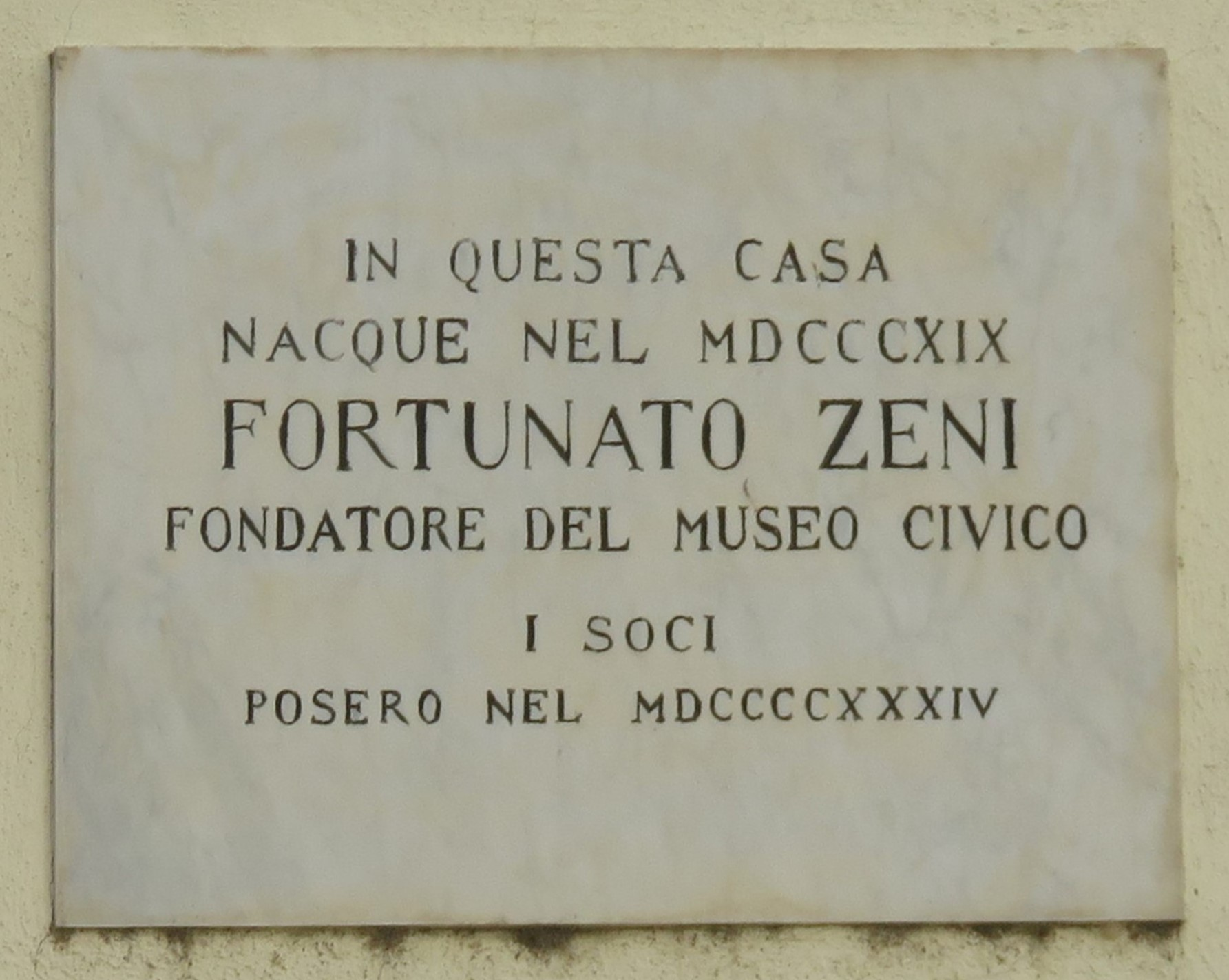
Epigrafe sulla casa natale di Fortunato Zeni

Fortunato Zeni nacque da una famiglia di piccoli commercianti, formata, oltre che da lui, dai genitori e da due fratelli. Quando il padre morì Fortunato aveva 7 anni e da allora iniziò per lui un periodo di difficoltà economiche. Frequentò la Scuola Normale, di Rovereto, sempre con risultati eccellenti, ottenendo lodi ed encomi. Dal 1832 iniziò a frequentare il Ginnasio e quando ebbe 16 anni fu invitato dal conte Bubna a seguirlo in Moravia come precettore dei figli. Ad Haradisch, dove rimase alcuni anni concluse il ginnasio e imparò il tedesco, cosa che in futuro gli sarebbe stata molto utile.
Nel 1837 fu costretto a rientrare in Italia per aiutare economincamente la famiglia e da allora iniziò a svolgere l'attività di rappresentante di commercio per industriali della seta roveretani. Non smise mai di interessarsi allo studio, e mentre lavorava riuscì ad imparare l'inglese e ad impratichirsi col disegno, iniziò ad interessarsi di araldica trentina e di archeologia, a raccogliere e classificare coleotteri, a collezionare monete e francobolli, a costruirsi una biblioteca di storia locale e di testi tecnici. 
Il suo amore per la natura, i testi scientifici che scrisse e, principalmente, la convinzione che il Trentino fosse italiano e non la parte meridionale del Tirolo come si voleva imporre verso la metà dell'Ottocento da parte di Vienna, lo spinsero a farsi promotore di una nuova iniziativa per Rovereto, fondare un nuovo museo.

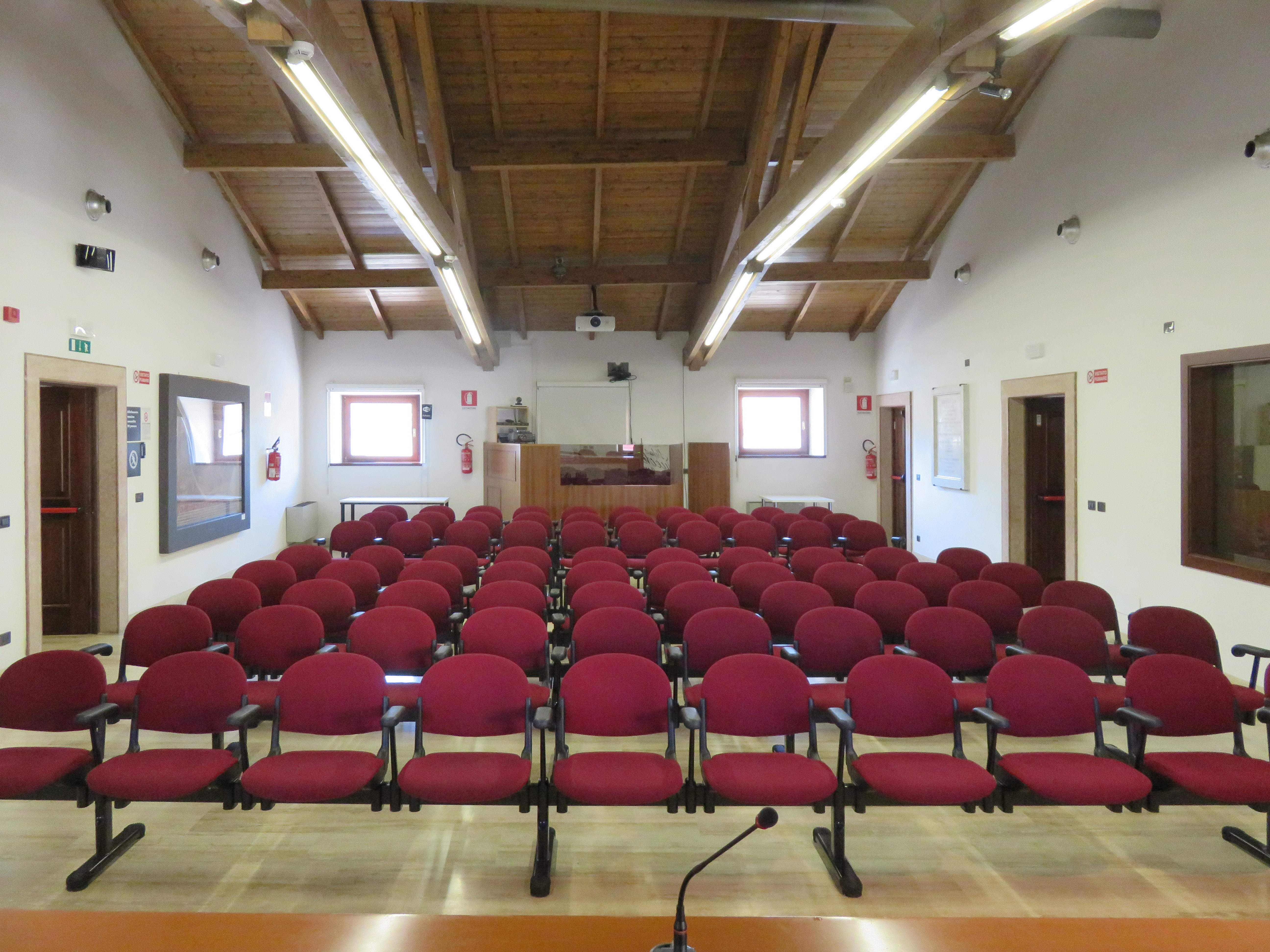
Sala Convegni della Fondazione museo civico di Rovereto dedicata a Fortunato Zeni

### La nascita del Museo civico di Rovereto
L'Imperial Regio Civico Museo Cittadino venne fondato per iniziativa di Zeni e di altri studiosi e uomini di cultura roveretani nel 1851 con lo scopo di preservare e valorizzare il patrimonio della città e prima ancora di proteggerlo da possibili acquisizioni da parte dei musei austriaci, in particolare del Ferdinandeum Museum di Innsbruck.
Fortunato Zeni da studioso e appassionato ricercatore quale era riuscì a coinvolgere nel suo progetto diversi insegnanti del Ginnasio, in particolare don Paolo Orsi al quale lasciò la guida dell'iniziativa, senza ricoprire personalmente, anche quando il museo venne aperto al pubblico, nessuna carica di particolare importanza se non quella di conservatore della sezione di zoologia.
Sino al 1860, anno del suo confino a Znaim, in Moravia, si dedicò alla difesa del museo con tutte le sue energie e in seguito, verso la fine della vita, con le sue donazioni, contribuì anche al suo mantenimento economico.

### L'irredentismo, l'esilio e il ritorno

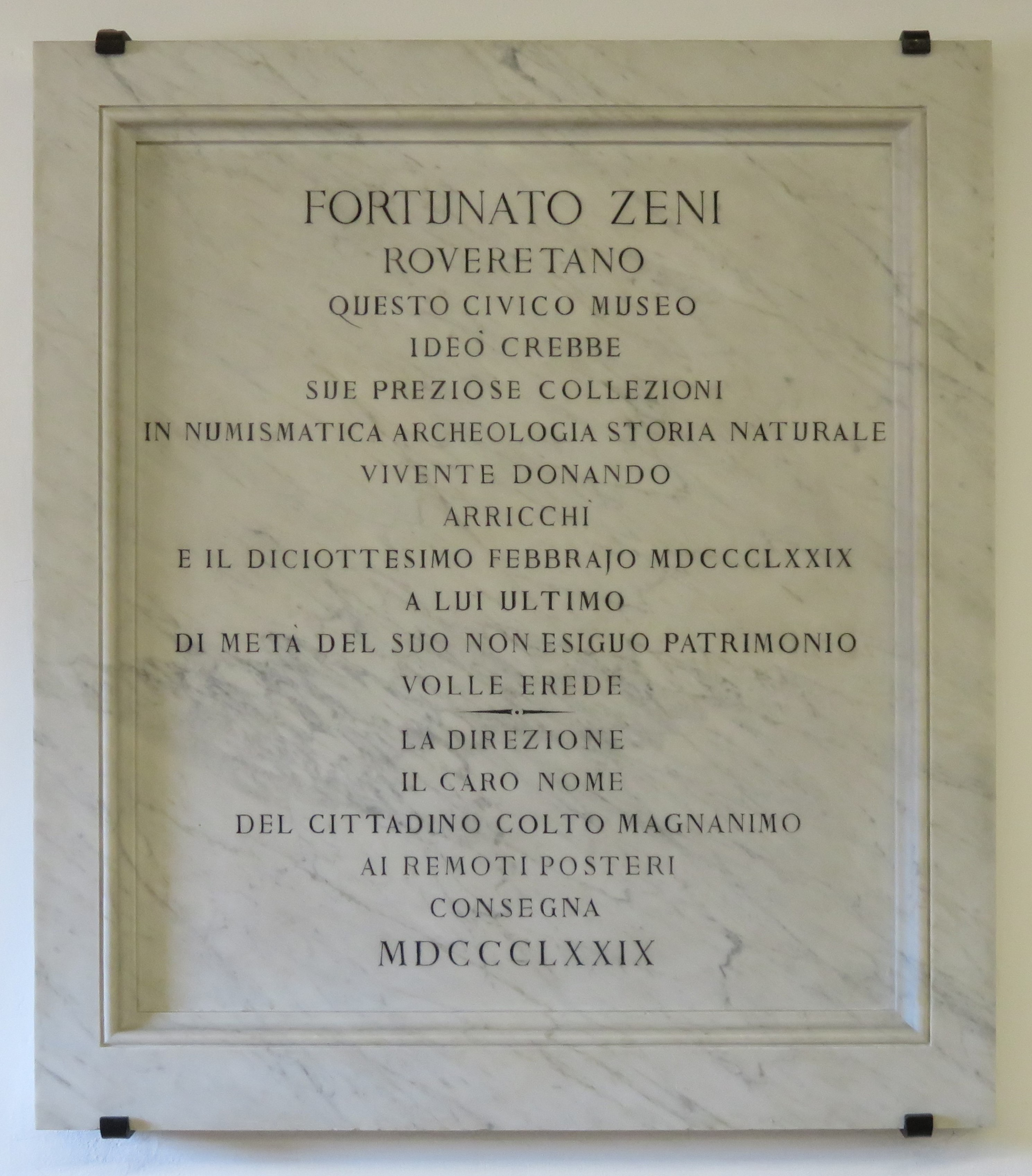
Epigrafe a Fortunato Zeni conservata nella Sala Convegni della Fondazione museo civico di Rovereto

Nel 1860, in un clima politico di forte contrapposizione tra le spinte indipendentiste sempre più forti a Rovereto e la volontà dell'Impero Asburgico di mantenere il controllo locale, Zeni e diversi altri vennero arrestati per ordine diretto dell'arciduca Carlo Lodovico, Luogotenente del Tirolo, e mandato al confino.
Quando tornò a Rovereto per due anni non ottenne un lavoro stabile, malgrado le numerose manifestazioni di stima. Nel 1868 ottenne finalmente un impiego stabile a Trento e nel capoluogo si impegnò come collaboratore sia della Biblioteca civica sia del Museo, entrambi, in quegli anni, sotto la direzione di Francesco Ambrosi. Con l'Ambrosi tenne un carteggio conservato oggi presso il museo roveretano.
Sei anni dopo Zeni tornò a Rovereto ed ebbe il tardivo onore di essere nominato vicedirettore del museo che aveva contribuito a fondare. Gli ultimi anni furono minati dalle conseguenze di un assalto apoplettico, rimanendo parzialmente paralizzato e privo della parola.

### La sua eredità
Decise di donare il suo notevole patrimonio librario parte al Museo della sua città e parte alla Biblioteca, lasciando il suo intero capitale, accumulato in anni di lavoro, da dividere in parti uguali tra le due istituzioni cittadine alle quali era più legato, il Museo civico di Rovereto e l'Accademia Roveretana degli Agiati. Le sue collezioni entomologiche, filateliche, numismatiche, e le raccolte di reperti archeologici e paleontologici sono conservate nel museo e, in qualche caso, da privati.
Nel 1994, grazie alla Biblioteca civica G. Tartarotti, venne pubblicato un suo lavoro relativo ad ogni genere di spettacolo che era stato presentato a Rovereto: Note per una cronaca del Teatro di Rovereto dal Seicento al Novecento, a dimostrazione dell'attualità e dell'interesse che ancora oggi riscuotono i suoi scritti.
Fortunato Zeni morì il 18 febbraio del 1879